# خالد بلعید
خالد بلعید (انگلیسی: Khaled Baleid؛ زاده ۲ نوامبر ۱۹۸۶) یک بازیکن فوتبال اهل یمن است.
وی همچنین در تیم ملی فوتبال یمن بازی کرده است.